# Калбертсон, Рут
Рут Алина Калбертсон (англ. Ruth Aline Culbertson; 8 августа 1903, Манселона, округ Антрим, Мичиган — 13 апреля 1985) — американская пианистка.
Окончила Консерваторию Новой Англии (1926), получив на выпускном конкурсе премию фортепианной фирмы Mason & Hamlin. Ученица Антуанетты Шумовской, которая считала её самой талантливой из своих воспитанников. В 1930 году стала одной из победительниц Наумбурговского конкурса молодых исполнителей, в 1931—1932 гг. продолжала образование в Европе, в том числе у Артура Шнабеля. В 1930-е гг. концертировала в Бостоне, в частности, с Бостонским оркестром популярной музыки под управлением Артура Фидлера. Продолжала выступать до 1952 года, когда перенесла операцию на сосудах, после чего могла только давать частные уроки.